# School for Social Entrepreneurs
School for Social Entrepreneurs — учебное заведение, готовящее специалистов в сфере социального предпринимательства. Основано в 1997 году в Лондоне, идеологом социального предпринимательства Майклом Янгом, на пожертвования компании HSBC благотворительного фонда Esmée Fairbairn Foundation и Национального совета благотворительных лотерей. Первый набор студентов был осуществлен в 1998 году.
Имеет филиалы в британских графствах: Корнуолл, Девон, Хэмпшир, Суффолк, Уэст-Мидлендс, Йоркшир, городах Ливерпуль, Лондон и в Шотландии. Помимо этого, имеет филиалы в Австралии (Мельбурн и Сидней, открыты в 2008 году), Канаде (Онтарио, открыт в 2012 году) и Ирландии (Дублин, открыт в 2014 году).
Школа занимается подготовкой и развитием специалистов, готовых использовать свои творческие, интеллектуальные и предпринимательские способности для обеспечения социальных благ общества. Основные направления деятельности выпускников заведения — это создание работающих социальных бизнес-моделей, а также создание новых благотворительных фондов.
Концепция обучающих программ заведения делает упор как на развитие предпринимательских качеств студентов, так и на обучение организационным моментам функционирования бизнеса, включая правовые.
Партнёрство с такими крупными бизнес-структурами, как Lloyds Banking Group и The Big Lottery Fund, позволяет заведению выделять гранты наиболее успешным выпускникам и продолжать открывать свои филиалы в новых городах по всему миру.
Помимо основного обучения, SSE проводит курсы повышения квалификации социальных предпринимателей, проводит лекции по широкому кругу вопросов, касающихся социального бизнеса, среди которых можно выделить вопросы лидерства, устойчивости на рынке, психологии предпринимательства.
С момента открытия по 2015 год, обучение, совокупно во всех филиалах школы, прошли около 1300 специалистов.